# Canal Lewisville (Ohio)
Canal Lewisville es un lugar designado por el censo ubicado en el condado de Coshocton en el estado estadounidense de Ohio. En el Censo de 2010 tenía una población de 320 habitantes y una densidad poblacional de 295,58 personas por km².

## Geografía
Canal Lewisville se encuentra ubicado en las coordenadas 40°17′56″N 81°50′25″O / 40.29889, -81.84028. Según la Oficina del Censo de los Estados Unidos, Canal Lewisville tiene una superficie total de 1.08 km², de la cual 1.08 km² corresponden a tierra firme y (0%) 0 km² es agua.

## Demografía
Según el censo de 2010, había 320 personas residiendo en Canal Lewisville. La densidad de población era de 295,58 hab./km². De los 320 habitantes, Canal Lewisville estaba compuesto por el 96.25% blancos, el 1.25% eran afroamericanos, el 0% eran amerindios, el 0% eran asiáticos, el 0% eran isleños del Pacífico, el 0% eran de otras razas y el 2.5% pertenecían a dos o más razas. Del total de la población el 0.31% eran hispanos o latinos de cualquier raza.